# Mulfingen
Mulfingen település Németországban, azon belül Baden-Württembergben. Lakosainak száma 3651 fő (2023. december 31.). Mulfingen Niederstetten, Bad Mergentheim, Dörzbach, Schrozberg, Ingelfingen, Blaufelden és Künzelsau községekkel határos.

## Népesség
A település népessége az elmúlt években az alábbi módon változott:
| Lakosok száma | 3438 | 3705 | 3670 | 3643 | 3656 | 3677 | 3651 |
|               | 1975 | 2014 | 2017 | 2019 | 2021 | 2022 | 2023 |